# Ten Summoner's Tales
| 전문가 평가                   | 전문가 평가 |
| 평가 점수                     | 평가 점수   |
| 출처                          | 점수        |
| ----------------------------- | ----------- |
| AllMusic                      | [ 1 ]       |
| The Buffalo News              | [ 2 ]       |
| Chicago Tribune               | [ 3 ]       |
| Encyclopedia of Popular Music | [ 4 ]       |
| Entertainment Weekly          | A           |
| Los Angeles Times             | [ 6 ]       |
| Q                             | [ 7 ]       |
| Rolling Stone                 | [ 8 ]       |
| The Rolling Stone Album Guide | [ 9 ]       |
| USA Today                     | [ 10 ]      |

《Ten Summoner's Tales》는 영국의 록 음악가 스팅의 네 번째 솔로 스튜디오 음반이다. 제목은 그의 성인 섬너와 제프리 초서의 《캔터베리 이야기》에 등장하는 소환사 캐릭터를 결합한 말장난이다. 1993년에 발매된 이 음반은 1980년대에 그의 양친을 잃은 후 1991년에 발매된 《The Soul Cages》라는 전작에 비해 눈에 띄게 긍정적인 분위기에서 사랑과 도덕의 주제를 탐구한다.
이 음반에는 두 개의 미국 히트곡이 수록되어 있다. 〈If I Ever Ever Lose My Faith in You〉는 빌보드 핫 100에서 17위에 올랐고 〈Fields of Gold〉는 23위에 올랐다.
《Ten Summoner's Tales》는 1993년 머큐리상 후보에 올랐다. 1994년에는 올해의 앨범상(휘트니 휴스턴의 《보디가드》에게 패배), 베스트 엔지니어링 앨범상, 비클래식, 베스트 남성 팝 보컬상(〈If I Ever Lose My Faith in You〉), 베스트 롱 폼 뮤직 비디오상 등 6개의 그래미 어워드 후보에 올랐으며, 〈If I Ever Lose My Faith in You〉도 올해의 앨범상과 노래상 후보에 올랐다. 이 음반은 전 세계에서 1천만 장 이상 팔렸다.
이 음반의 레이저 디스크와 VHS가 발매되었는데, 레이크 하우스에서 음반에 수록된 모든 곡의 라이브 공연이 담겨 있었다.
스팅이 음반에 수록된 곡들 중 일부를 논의하는 프로모셔널 디스크를 제작되었다. 또한 《Ten Summoner's Tales》 시대에 제작된 《Meadowlands of Gold》라는 제목의 라이브 음반이 있는데, 이 음반에는 뉴저지주 이스트러더퍼드의 미도우랜즈 아레나에서 공연된 13곡이 수록되어 있다. 이 곡들은 음반에 수록된 곡들과, 몇 곡의 폴리스 곡들과 비틀즈의 〈A Day in the Life〉의 커버로 구성되어 있다.

## 배경
이 음반은 윌트셔주 레이크 하우스에서 녹음되었고, 런던 더 타운하우스 스튜디오에서 믹스되어 뉴욕 마스터디스크에서 마스터드되었다. 이 음반의 커버는 윌트셔주의 와두르 캐슬에서 촬영되었는데, 한동안 스팅이 소유하고 있던 아이슬란드의 말인 히르메니르가 등장한다.
스팅의 레이크 하우스 숙박업소에서 음반 전체를 담은 긴 형식의 '퍼포먼스' 영상이 촬영됐다. 사용된 오디오는 부분적으로 음반에서 나온 것이지만, 부분적으로 촬영 중 밴드가 연주한 것으로 녹음되었다. 이 영화는 음반과 연계하여 발매되었다. 이 비디오는 계속해서 1994년 그래미 어워드 최우수 롱 폼 비디오상을 수상했으며, 더그 니콜이 감독을 맡았고 줄리 퐁이 제작했다.
1994년 8월 11일, 《Ten Summoner's Tales》의 콤팩트 디스크는 12.48달러와 배송료를 더한 가격으로 인터넷을 통해 안전하게 구매한 최초의 물건이 되었다. 스팅이 음반의 모든 트랙에 대해 이야기하는 이 음반에 대한 인터뷰 디스크도 발매되었다.
음반의 두 번째 트랙인 〈Love Is Stronger Than Justice (The Munificent Seven)〉는 영화 《7인의 사무라이》와 《황야의 7인》에 대한 경의를 표하는 곡으로 명명되었다. 인터뷰 디스크에 따르면, 스팅이 7/4시간 싸인으로 곡을 쓰고 싶을 때 이런 생각이 들었다. 〈Seven Days〉라는 곡은 비니 콜라이우타와 5/4 타임 시그니처에서의 세련된 연주에도 주목받는다.
국제 전용 트랙인 〈Everybody Laughed But You〉는 이 음반의 캐나다와 미국 언론에서 제외되었다. 하지만 이 음반에 수록된 미국 싱글들에는 이 곡과 함께 〈January Stars〉라는 제목의 다른 가사를 가진 곡의 버전이 포함되어 있었다.
도미닉 밀러가 음반 내내 페르난데스 P-프로젝트 어쿠스틱 일렉트릭 나일론 기타를 연주했기 때문에 《Ten Summoner's Tales》의 싱글들도 페르난데스 기타의 공을 인정한다.

## 곡 목록
모든 곡들은 특별한 언급이 없는 한 스팅에 의해 작사/작곡하였다.
| #   | 제목                                                     | 작사·작곡                      | 재생 시간 |
| --- | -------------------------------------------------------- | ------------------------------ | --------- |
| 1.  | 〈Prologue (If I Ever Lose My Faith in You)〉            |                                | 4:30      |
| 2.  | 〈Love Is Stronger Than Justice (The Munificent Seven)〉 |                                | 5:12      |
| 3.  | 〈Fields of Gold〉                                       |                                | 3:42      |
| 4.  | 〈Heavy Cloud No Rain〉                                  |                                | 3:39      |
| 5.  | 〈She's Too Good for Me〉                                |                                | 2:30      |
| 6.  | 〈Seven Days〉                                           |                                | 4:40      |
| 7.  | 〈Saint Augustine in Hell〉                              |                                | 5:05      |
| 8.  | 〈It's Probably Me〉                                     | 스팅, 에릭 클랩튼, 마이클 카멘 | 4:57      |
| 9.  | 〈Everybody Laughed but You〉                            |                                | 3:53      |
| 10. | 〈Shape of My Heart〉                                    | 스팅, 도미닉 밀러              | 4:38      |
| 11. | 〈Something the Boy Said〉                               |                                | 5:13      |
| 12. | 〈Epilogue (Nothing 'Bout Me)〉                          |                                | 3:39      |

## 인증
| 국가                                                  | 인증        | 판매량/출하량 |
| ----------------------------------------------------- | ----------- | ------------- |
| 오스트레일리아 (ARIA)                                 | 플래티넘    | 70,000^       |
| 캐나다 (뮤직 캐나다)                                  | 플래티넘    | 100,000^      |
| 핀란드 (Musiikkituottajat)                            | 골드        | 28,537        |
| 프랑스 (SNEP)                                         | 2× 골드     | 200,000*      |
| 독일 (BVMI)                                           | 골드        | 250,000^      |
| 이탈리아 (FIMI)                                       | 플래티넘    | 300,000       |
| 일본 (RIAJ)                                           | 골드        | 178,870       |
| 네덜란드 (NVPI)                                       | 골드        | 50,000^       |
| 스페인 (PROMUSICAE)                                   | 플래티넘    | 100,000^      |
| 스위스 (IFPI 스위스)                                  | 플래티넘    | 50,000^       |
| 영국 (BPI)                                            | 2× 플래티넘 | 600,000^      |
| 미국 (RIAA)                                           | 3× 플래티넘 | 3,000,000^    |
| 요약                                                  |             |               |
| 유럽 (IFPI)                                           | 플래티넘    | 1,000,000*    |
| *판매량을 기반으로 한 인증 ^출하량을 기반으로 한 인증 |             |               |